# دولت پاکستان
دولت پاکستان (به اردو: حکومتِ پاکستان) حکومتی فدرال که بر اساس قانون اساسی پاکستان شامل چهار استان، دو قلمرو خودمختار و یک قلمرو فدرال می‌شود. نوع حکومت از نظام وست‌مینستر الهام گرفته شده و شامل قوه مجریه، قوه مقننه و نظام دادگستری می‌شود. در این نظام رئیس‌جمهور به صورت تشریفاتی انتخاب می‌شود درحالی‌که نخست‌وزیر وظایف اصلی اداره حکومت را بر عهده دارد.